# Torneo de Florianópolis 2013
El Brasil Tennis Cup 2013 fue un evento de tenis WTA International en la rama femenina. Se disputó en Florianópolis (Brasil), en canchas de Tierra Bátida al aire libre, haciendo parte de un conjunto de eventos que hacen de antesala a los torneos de gira norteamericana de cemento, entre el 25 de febrero y 3 de marzo de 2013 en los cuadros principales femeninos, pero la etapa de clasificación se disputó desde el 23 de febrero.

## Cabezas de serie

### Individuales femeninos
| Tenista                 | Ranking | Preclasificada |
| Venus Williams          | 21      | 1              |
| Yaroslava Shvedova      | 32      | 2              |
| Kirsten Flipkens        | 34      | 3              |
| Chanelle Scheepers      | 58      | 4              |
| Magdalena Rybarikova    | 59      | 5              |
| Anabel Medina Garrigues | 61      | 6              |
| Kristina Mladenovic     | 63      | 7              |
| Annika Beck             | 65      | 8              |

### Dobles femeninos
| Tenista                                      | Ranking | Preclasificada |
| Anabel Medina Garrigues / Yaroslava Shvedova | 50      | 1              |
| Petra Martić / Kristina Mladenovic           | 124     | 2              |
| Timea Babos / Kimiko Date-Krumm              | 149     | 3              |
| Nina Bratchikova / Oksana Kalashnikova       | 162     | 4              |

## Campeonas

### Individuales femeninos
Monica Niculescu venció a  Olga Puchkova por 6-2, 4-6, 6-4

### Dobles femenino
Anabel Medina Garrigues /  Yaroslava Shvedova vencieron a  Anne Keothavong /  Valeria Savinykh por 6-0, 6-4.